# Gallhammer
Gallhammer（ギャルハンマー）は、日本のエクストリーム・メタルバンド 。ドゥームメタルのサウンドにブラックメタルとクラストコアを融合させた楽曲が特徴的である。

## 略歴
2003年3月に開催された小岩デスフェストVol.2でギグ参加し、30本限定の無料デモテープを配布した。同年7月にはセルフタイトルのデモ版がリリースされた。翌年4月までに、別のデモ『Endless Nauseous Days』をリリースし、フルアルバムデビューに向けて取り組んでいた。
2004年11月にフル・アルバム『Gloomy Lights』をHello From The Gutter Records からリリース。
2006年1月、ダークスローンの勧めでイギリスのメタルレーベル・ピースヴィル・レコードと契約した。2007年にコンピレーション・アルバム『The Dawn of...』をリリース。同年9月にフル・アルバム『Ill Innocence』をリリース後に初のヨーロッパツアーを開催した。また2008年3月に2度目のヨーロッパツアーを行い、同年6月にはノルウェーのエクストリーム・メタルフェス『インフェルノ・メタル・フェスティバル』に出演した。
2010年にミカ・ペネトレイターが脱退し、ヴィヴィアンとリサの2人でで活動を継続し、2011年にフル・アルバム 『The End』をリリース。2013年に活動停止。

## メンバー

### 現在ののラインナップ
- ヴィヴィアン・スローター – リードボーカル、ベース
- リサ・リーパー – ドラム、バッキング・ボーカル

### 過去のラインナップ
- ミカ・ペネトレイター – ギター、バッキング・ボーカル (2003–2010)

## ディスコグラフィ
スタジオ・アルバム
- Gloomy Lights (2003)
- Ill Innocence (2007)
- The End (2011)

その他のアルバム
- The First Reh-Tape (demo) (2003)
- Gallhammer (demo) (2003)
- Endless Nauseous Days (demo) (2004)
- Beyond The Hatred (EP) (2007)
- The Dawn of... (compilation) (2007)
- A Taste of Despair (EP) (2010)

ビデオ・クリップ
- The Dawn of... (2007)
- Ruin of a Church (2008)